# Potoroidae
I Potoroidi (Potoroidae Gray, 1821) sono una famiglia di marsupiali che comprende le bettonge, i potoroo e due specie di ratti canguro. Delle dimensioni di un coniglio e di colore bruno, questi marsupiali saltanti ricordano nell'aspetto un canguro o un wallaby molto piccolo.

## Caratteristiche
I Potoroidi sono i parenti più piccoli dei canguri e dei wallaby e sono gli antenati di questi animali. In particolare, i loro denti hanno un aspetto più semplice di quelli dei Macropodidi, con incisivi superiori più lunghi, canini più grandi e molari dotati di quattro cuspidi. Tuttavia, entrambi i gruppi possiedono un largo diastema tra gli incisivi e i denti guanciali e inoltre i Potoroidi hanno una formula dentaria simile a quella dei loro parenti più grandi:
| 3.0-1.2.4 |
| 1.0.2.4   |

Sotto molti aspetti, comunque, i Potoroidi sono simili a piccoli wallaby. I piedi posteriori sono allungati e consentono loro di muoversi saltellando, sebbene non così bene come i veri wallaby, e, come i conigli, spesso utilizzano gli arti anteriori per spostarsi a velocità più moderate.
I Potoroidi sono, come quasi tutti i Diprotodonti, erbivori. Tuttavia, nonostante si nutrano di una vasta gamma di alimenti vegetali, molti di loro hanno una particolare predilezione per i corpi fruttiferi dei funghi; spesso dipendono proprio da essi per sopravvivere durante i periodi in cui nella boscaglia secca australiana non si trova altro da mangiare. Una specie che basa la sua alimentazione su questa particolare fonte alimentare è il potoroo dai piedi lunghi. La sua alimentazione è infatti costituita quasi interamente da spore fungine. Tale caratteristica pone dei limiti al suo areale, dato che può vivere solamente in ambienti umidi con una fitta copertura vegetale per ridurre la predazione da parte di specie introdotte come le volpi e i gatti rinselvatichiti.

## Conservazione
Esistono quattro specie di bettongia. Tutte sono minacciate dall'espansione degli insediamenti umani e dalle volpi introdotte sull'isola. Un tempo, questi animali vivevano in tutta l'Australia, ma oggi la bettongia della Tasmania vive solamente nella metà orientale dell'isola da cui prende il nome e la bettongia settentrionale sopravvive soltanto in tre località isolate del Queensland settentrionale.

## Classificazione

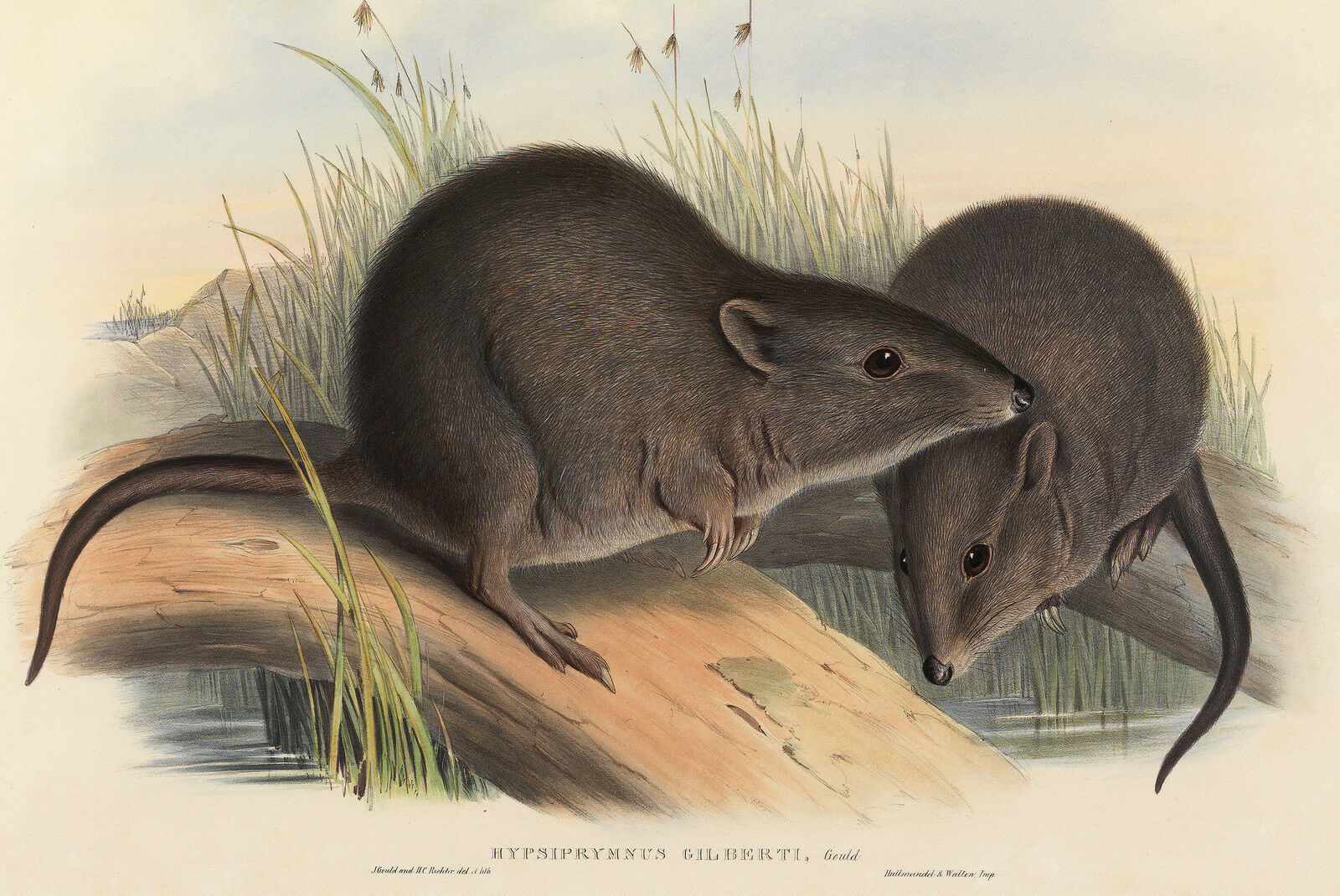
Potoroo di Gilbert.

Vi sono tre generi esistenti di Potoroidi, comprendenti in tutto otto specie:
- Famiglia Potoroidae
  - Genere Wakiewakie †
  - Genere Purtia †
  - Genere Palaeopotorous †
  - Sottofamiglia Bulungamayinae †
    - Genere Wabularoo †
      - Wabularoo hilarus †
      - Wabularoo naughtoni †

    - Genere Bulungamaya †

  - Sottofamiglia Potoroinae
    - Genere Aepyprymnus
      - Ratto canguro rossiccio, Aepyprymnus rufescens

    - Genere Bettongia
      - Bettongia orientale, Bettongia gaimardi
      - Boodie, Bettongia lesueur
      - Woylie, Bettongia penicillata
      - Bettongia settentrionale, Bettongia tropica
      - Bettongia moyesi †

    - Genere Caloprymnus †
      - Ratto canguro del deserto, Caloprymnus campestris †

    - Genere Potorous
      - Potoroo dai piedi lunghi, Potorous longipes
      - Potoroo dalla faccia larga, Potorous platyops †
      - Potoroo dal naso lungo, Potorous tridactylus
      - Potoroo di Gilbert, Potorous gilbertii

    - Genere Gumardee †
      - Gumardee pascuali †

    - Genere Milliyowi †
      - Milliyowi bunganditj †